# شمس الدولة سالم بن مالك
الأمِيرُ شَمْسُ الدَّوْلَةُ سِرَاجَ الدِّينَ أبُو الذَّمَامِ سَالِمَ بْنَ مَالِكَ بْنَ بَدْرَانَ العُقَيْلِي، وقيل أن كنيته أبُو الزِّمَام، كان من كبار أمراء بنو عقيل، في سنة 478 هـ كان المستحفظ على قلعة حلب من قِبَل مسلم بن قريش ونائباً إليه فيها، إلى أن أخذها منه ملكشاه وأعطاه عوضاً عنها قلعة جعبر حيث فيها أسس إمارة آل بدران المستقلة، وحكمها إلى أن توفي فيها سنة 519 هـ.

## نسبه
هو: شَمْسَ الدَّوْلَة سَالِم بِن مَالِك بِن أبُو الفَضْل بَدْرَان بِن حُسَامَ الدَّوْلَة المُقَلَّد بِن المُسَيَّب بِن رَافِع بِن المُقَلَّد الأكبَر بن جَعفَر بن عَمرو بن المَهيَا بن عَبد الرَحمن بن يُزَيد بن عَبد الله بن زَيد بن قَيس بن حُوثَة بن طَهقَة بن رُبَيعَة بن حُزْن بن عُبَادَة بن عُقَيل بن كَعَب بن رَبِيعَة بن عَامِر بن صَعصَعَة بن مُعَاوِيَة بن بَكر بن هَوَازِن بن مَنصُور بن عِكرَمَة بن خَصفَة بن قَيس عَيلَان بن مُضَر بن نِزَار بن مَعَد بن عَدنَان.

## حصوله على قلعة جعبر
كان مسلم بن قريش حين ملك حلب ولى سالم بن مالك زعامتها بحكم ما بينها من النسب، فلما قُتِل مسلم ولي الأمير سالم حلب مع الشريف الحتيتي في سنة 478 هـ وقال: لا أسلمها إلا بأمر ملكشاه. وأقام سالم بالقلعة والشريف بالمدينة، واتفقا على أن كاتبا السلطان ملكشاه يبذلان له تسليم حلب ويحتانه على الوصول، أو وصول نجده تدفع سليمان بن قتلمش.
ووصلت رسل الأمير سالم إلى ملكشاه فسار إلى حلب. ونزل سليمان على حلب وطال انتظار السلطان، فاتفق الشريف الحتيتي ومبارك ابن شبل الكلابي على استدعاء تاج الدولة تتش، فوصل والتقى سليمان وقتله، ونزل على حلب وفتحها، وحاصر تتش قلعة حلب لمدة سبعة عشر يوماً فعصى الأمير سالم في قلعة حلب، ووصل الخبر بوصول ملكشاه، فتوجه تتش الى دمشق، ووصلت مقدمة عسكر ملكشاه، فسار سالم بن مالك الى طاعة الواصل وخدمته، ثم وصل ملكشاه الى حلب، فنزل إليه من قلعتها الأمير سالم الذي كان بها من قِبَل مسلم بن قريش قد عصى على تتش وغيره، وكان حافض القلعة، فشكره السلطان على ذلك, وأمر السلطان أن يرمي إليه رشقاً واحداً بالسهام فرى الجيش فكادت الشمس تحتجب لكثرة السهام، فأعطاه سنة 479 هـ قلعة جعبر التي تركزت بها إمارة آل بدران، وأقطعه الرقة وعانة وهيت.
وقيل أن سالم بن مالك لم يذكرها للسلطان، وإنما سير إليه يقول: إن لي ولداً وعائلة كبيرة وقد أردت أن ينظر السلطان لهم فوق نظري لهم، فشاور في ذلك نظام الملك، فقال له: إن قلعة جعبر تريد منا في كل عام جملة من المال، وليس لها عمل جيد، وهو يرضى بها، فكتب نظام الملك يعرف سالم بن مالك ما جرى، فطار سالم فرحاً بما سمع، فبعث إلى نظام الملك بخادمه إقبال بن عبدالله الذي كان حسن الصورة وأحسن خادم يكون له في الفروسية اسم وفي الكتابة يد طولى، الى خط بديع من طريقة علي بن هلال المعروف بابن البواب، يترسل عن مولاه وفي صحبته خمسون ألف درهم، فقال نظام الملك: ما أسديت إليك شيئاً تعتاض به عن إقبال.
ورد الدراهم عليه، وبعث بجاريتين بكرين أحديهما إفرنجية والأخرى أندلسية، ليس لهما نظير في الحسن والجمال والأدب والصنائع الحسنة، فبعث بهما نظام الملك مع إقبال الخدم إلى السلطان، فلما دخل بهما على السلطان قال للحاجب: رد إقبال لا يدخل علي، فعجب منه بطانته، واستحسن ذلك منه، فبلغ نظام الملك قوله، فبعث به في عشرة من الخدم، فقبلهم إلا إقبال فإنه أعاده بعد أن رمى بين يديه، وكتب تبذل في الحوائج، فقال: إن بنظام الملك إليك أشد حاجة، فخدم رقبال وأجاب عن السلطان أحسن جواب عن قوله، وانصرف.

## نزاع الفرنج
في صفر سنة 497 هـ أغارت الفرنج على قلعة جعبر والرقة واستاقوا المواشي وأسروا من وجدوه، وكانا لسالم بن مالك وقتها.

## وفاته
في يوم الخميس العشرين من شوال / التاسع عشر من نوفمبر وقيل الاثنين العشرون من شعبان / الهادي والعشرون من سبتمبر عام 519 هـ توفي الأمير سالم بن مالك بقلعة جعبر، وخلف إمارة آل بدران من بعده ابنه الأمير مالك.